# Aïn Kebira
Aïn Kebira est une commune de la wilaya de Tlemcen en Algérie.

## Géographie

### Situation
Le territoire de la commune d'Aïn Kebira est situé au nord-ouest de la wilaya de Tlemcen, à environ 36 km à vol d'oiseau au nord-ouest de Tlemcen.
| Nedroma          | Nedroma, Beni Ouarsous | Beni Ouarsous |
| Nedroma          | Aïn Kebira             | Fellaoucene   |
| Hammam Boughrara | Aïn Fetah              | Aïn Fetah     |

### Localités de la commune
En 1984, la commune d'Aïn Kebira est constituée à partir des localités suivantes :
- Aïn Kebira
- Zaouia Sidi Ben Amar
- Hashas
- Chebaïba
- Ouled Hasna
- Mettaria
- Ouled Bekhaled
- Bradja
- Ouled Bendiab
- Ouled Fadhel
- Bertouya
- Ouled Berrached
- Hamri Benameur
- Ouled Zebbar
- Ouled Bentalha
- Ouled Bouchaïb
- Ouled Sellam
- Ouled Bouzbib
- Béni Boudir
- Ouled Bentata

## Démographie
Selon le recensement général de la population et de l'habitat de 2008, la population de la commune de Aïn Kebira est évaluée à 3 665 habitants contre 3 512 en 1998, c'est l'une des communes les moins peuplées de la wilaya de Tlemcen.